# Arte maorí

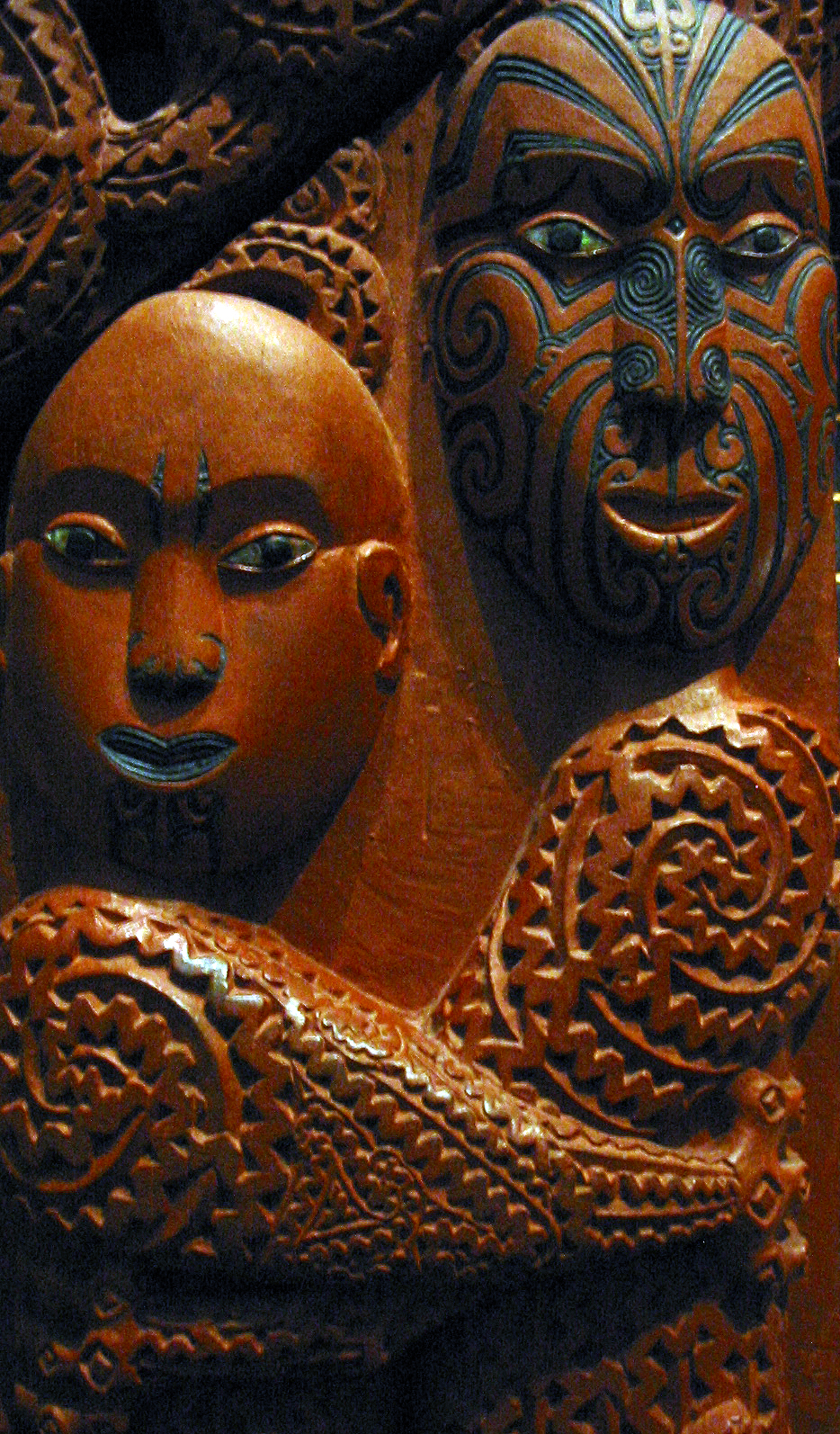
Talla en madera de una pareja maorí, se distingue al varón guerrero por sus tatuajes.

El arte maorí, es probable, evolucionó a partir de las premisas de un antiguo estilo de la Polinesia centro oriental, especialmente en cuanto a las realizaciones ornamentales que caracterizan su arte. La escultura, su manifestación más representativa, comprende tres tipos de obras: estatuas de bulto redondo, frisos ornamentales, y proas y popas de piraguas talladas. Los temas preferidos son la figura humana estilizada y los motivos geométricos, es rara la representación de animales. Casi toda la escultura tiene valor funcional y decorativo, salvo algunas imágenes de significado religioso, como la de Marakihau, el mítico ser marino de rostro humano y lengua bífida que se representa esquemáticamente, con las manos abiertas sobre el vientre, labrado en relieve sobre una placa rectangular, a veces calada. El rasgo más característico es la tupida decoración incisa.

## Escultura
Hay estatuillas masculinas, con rostros y cuerpo cubierto de dibujos a modo de tatuajes y la cabeza adornada con cabello natural, semejantes en muchos aspectos a las halladas en Tonga, Cook y Hawái. Quizás son las únicas imágenes objeto de culto.
En el relieve, el arte maorí hace gala de toda su habilidad técnica. La figura humana, aislada o en grupo, se destaca sobre un fondo de motivos geométricos calados, el rostro se caracterizaba por una gran boca, de la que suele salir una lengua triangular, con el labio superior muy arqueado, en forma de ocho. La decoración de motivos curvos y en espiral, junto con la figura humana, aparece en las partes talladas de las piraguas y en los tatuajes faciales o mokos.

## Joyas y ornamentos

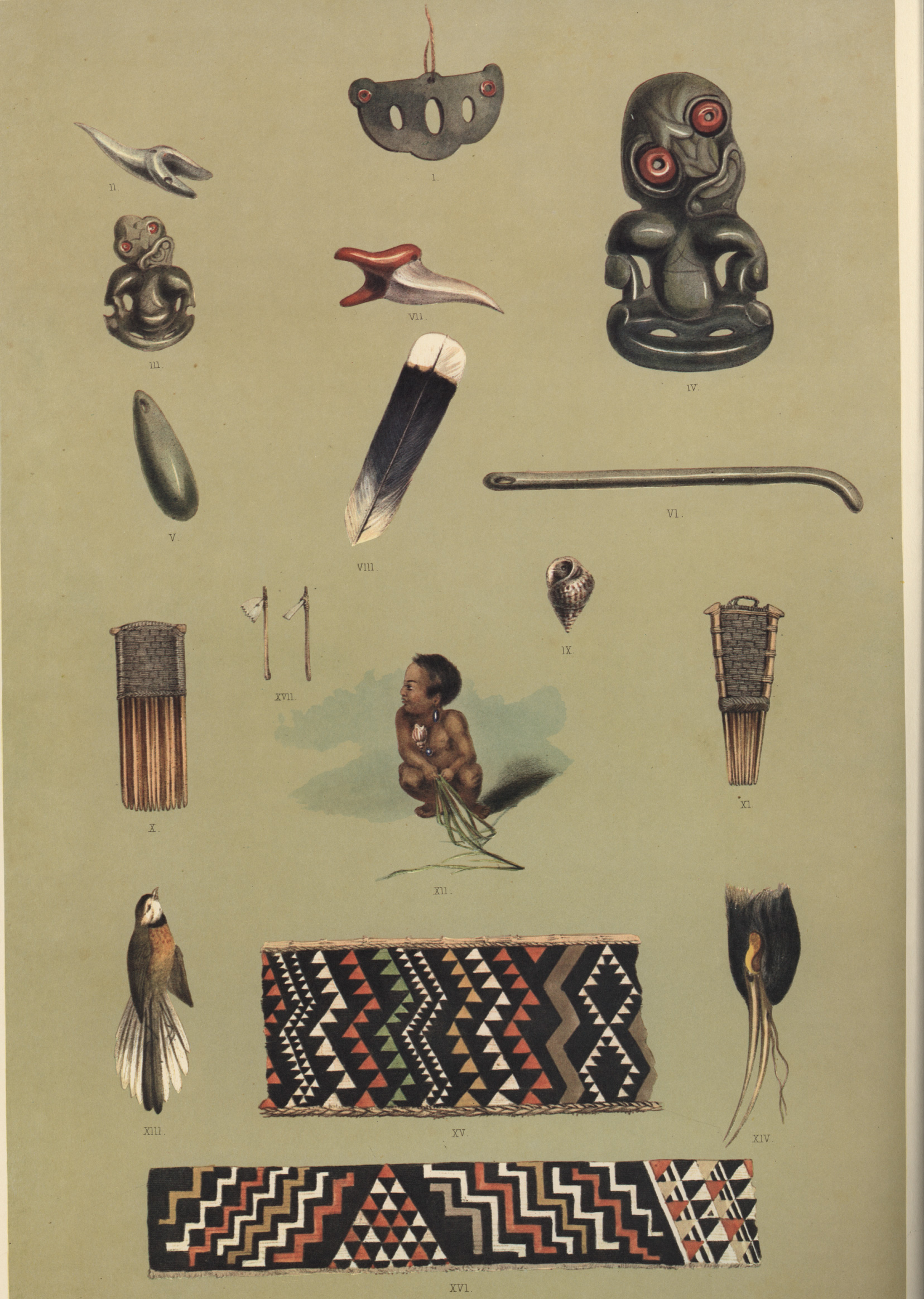
Ornamentos maoríes.

Entre los mejores ejemplos del arte maorí se debe recordar los ornamentos pectorales de jade, labrados en forma del mítico hei-tiki (ser humano de cuerpo deforme), las mazas de guerra, hechas de madera o de hueso, y los grandes estuches de madera. En todos estos objetos la trama del dibujo se extiende en volutas y meandros de exquisitas elegancia y sensibilidad decorativa.

## Música
El análisis de la música maorí permite seguir la evolución de la música polinesia, pues parece que Nueva Zelanda ha conservado la más pura tradición. El canto épico conmemorativo y narrativo, y el canto que acompaña la danza son las dos principales manifestaciones de la música popular neozelandesa. Es pobre la tradición instrumental: se conocen algunos tipos de flauta, denominados putorino y koauau. Se emplean tambores, pero no para marcar el ritmo de la danza, sino como medio de comunicación entre lugares lejanos. El baile nacional, la haka, se marca con palmas y golpeando el suelo con los pies.
La antigua música popular de los maoríes se componía, casi por entero, de canciones, las waiata, divididas en varios grupos, según su estilo y su función ritual o social. En especial, la épica guerrera encuentra su expresión natural en las enfáticas y declamatorias figuras rítmicas de la haka: son gritos y golpes rítmicos que deben intimidar al adversario e infundir valor guerrero maorí. En la actualidad, esta danza se ejecuta en ceremonias de recepción a visitantes extranjeros.
Esta música maorí ha sobrevivido hasta hoy entre los grupos más primitivos, a través de un largo proceso de decadencia y corrupción. Los cantos presentan un ritmo muy controlado y limitadas variaciones melódicas. Las canciones épicas y narrativas evocan los acontecimientos de la historia y de la mitología nacional, y comprenden numerosos himnos celebrativos.